# Juan de Medina
Juan de Medina (Medina de Pomar, 1489 - Alcalá de Henares, 7 de septiembre de 1545) fue un teólogo español. 

## Biografía
Estudió artes y teología en la recientemente fundada Universidad de Alcalá, donde adquirió los títulos de maestro y doctor. En 1516 fue nombrado colegial mayor de San Ildefonso por designación directa del Cardenal Cisneros. Fue catedrático de Artes en la misma universidad entre 1518 y 1522, regentando la cátedra de Nominales desde 1519 hasta su muerte. Destacó en el campo de la Teología moral, con su Codex de poenitentia (impreso por Juan de Brocar en 1544). También fue conocida su obra sobre los préstamos, el Codex de restitutione et contractibus, publicada póstumamente en 1546. Además, fue canónigo de la Iglesia Magistral de los Santos Justo y Pastor de la ciudad complutense. A su muerte fue enterrado en la capilla del Colegio de San Ildefonso, con un epitafio dedicado por Álvar Gómez de Castro, alumno suyo:
Complutense decus jacet hic, attente viator
Ter tumultum lustra, ter pia thura crema
Hoc moriente silet vox, qua non clarior unquam
Compluti fulsit, nec fuit illa.